# Presidenten (film)
Presidenten (danska: Præsidenten) är en dansk dramafilm från 1919 i regi av Carl Theodor Dreyer. Den följer rättspresident Karl Victor von Sendlingen i tre olika tidsperioder, och skildrar hur fyra generationer av kvinnor blir förförda och sedan övergivna. Filmen var Dreyers debut som regissör.

## Medverkande
- Halvard Hoff som Karl Victor v. Sendlingen, rättspresident
- Elith Pio som Franz Victor v. Sendlingen, Karls far
- Carl Meyer som v. Sendlingens farfar
- Jacoba Jessen som Maika
- Hallander Hellemann som Franz, i tjänst hos presidenten
- Fanny Petersen som Brigitta, tjänsteflicka hos presidenten
- Olga Raphael-Linden som Victorine Lippert, Karl Victors dotter
- Betty Kirkeby som Hermine Lippert, Victorines mor
- Axel Madsen som vicepresident Werner
- Richard Christensen som försvarsadvokat Georg Berger
- Peter Nielsen som offentlig åklagare
- Christian Engelstoft som journalist
- Jon Iversen som Weiden, Victorines senare man
- Carl Lauritzen som den sista prästen

## Tillkomst
Filmen producerades av Nordisk Film. Dess förlaga är romanen Presidenten av Karl Emil Franzos. Den var Dreyers regidebut och spelades under sommaren 1918, delvis in i Visby på Gotland.

## Visningar
Presidenten hade världspremiär i Sverige 3 februari 1919. Den gick upp på danska biografer 9 februari 1920.